# Gympie
Gympie – miasto w Australii, w stanie Queensland.